# Vegard Skogheim
Vegard Skogheim, né le 28 avril 1966 à Hamar (Norvège), est un footballeur norvégien, qui évoluait au poste de Milieu de terrain à Hamarkameratene et en équipe de Norvège.
Skogheim a marqué un but lors de ses treize sélections avec l'équipe de Norvège entre 1984 et 1992.

## Carrière
- 1983-1988 : Hamarkameratene
- 1988-1989 : Werder Brême
- 1990-1995 : Hamarkameratene
- 1995-1998 : Viking FK
- 1999-2000 : Hamarkameratene

## Palmarès

### En équipe nationale
- 13 sélections et 1 but avec l'équipe de Norvège entre 1984 et 1992.